# Erasmus Jonas
Erasmus Jonas (* 10. Oktober 1929 in Berlin; † 19. Dezember 1986 in Kiel) war ein deutscher Schriftsteller und Historiker.

## Leben

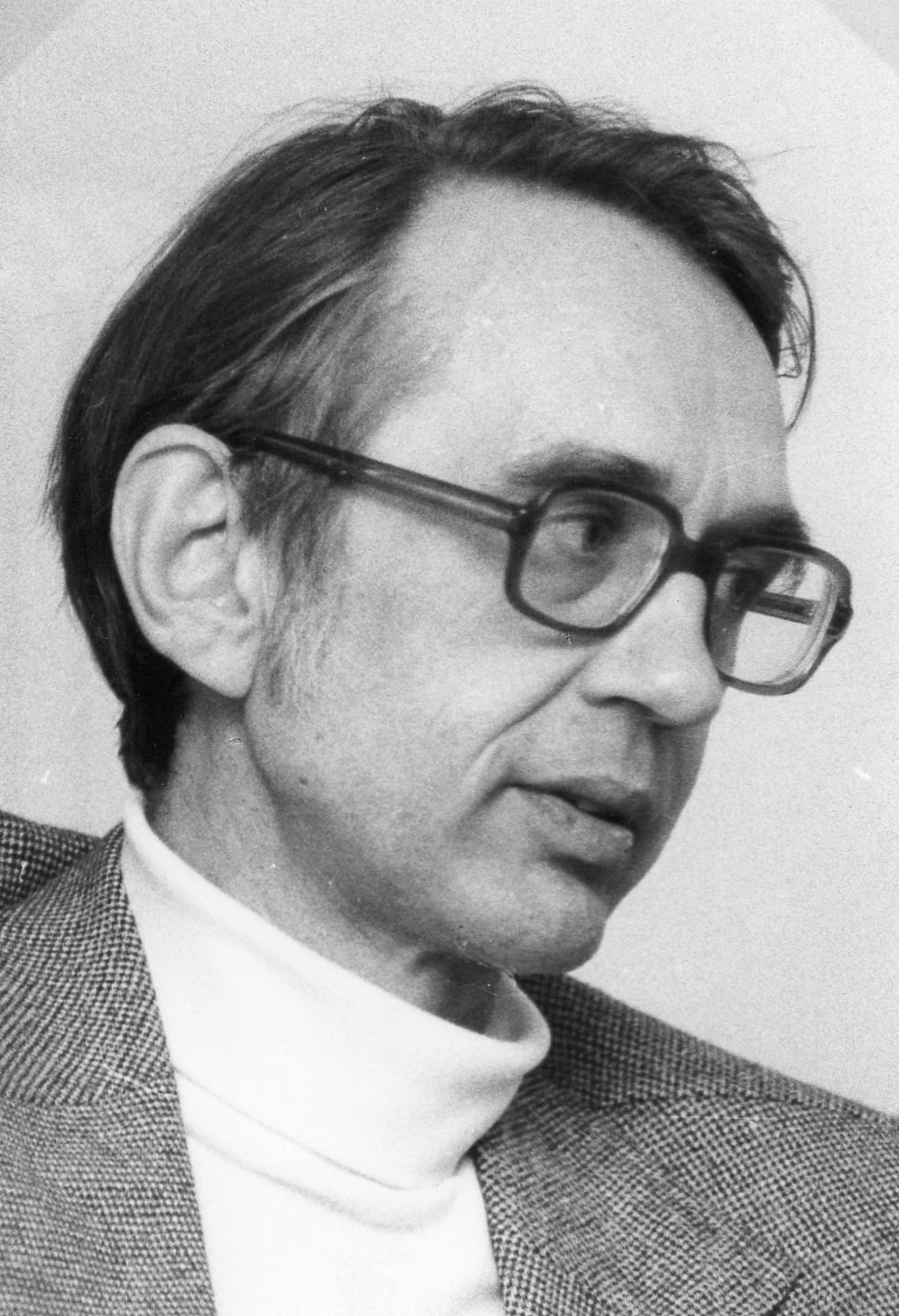
Erasmus Jonas

Erasmus Jonas entstammt einer Akademikerfamilie. Er war der Enkel des Historikers Fritz Jonas und der älteste Sohn des Diplomlandwirts Heinrich Jonas und seiner Ehefrau Erika Jonas, geb. von Patow aus Mallenchen sowie Bruder des Medienpolitikers Niels Jonas. Prägend waren für ihn in seiner Kindheit und Jugend häufige Aufenthalte auf dem Gut Mallenchen in der Niederlausitz. Jonas wuchs mit vier Geschwistern in Schleswig auf. An der Domschule Schleswig legte er 1951 sein Abitur ab. Danach begann er das Studium der Germanistik und Geschichte in Freiburg/Breisgau, das er später in Hamburg und Kiel fortsetzte. Während seines Studiums trat Erasmus Jonas als Verfasser von Gedichten und Essays hervor, u. a. mit dem Gedichtband „Im Dickicht verborgen“, den er seinen Freunden Harald Hartung und Jürgen Seifert widmete.
Sein Studium schloss Jonas 1961 mit der Promotion bei Karl Dietrich Erdmann ab. Er wurde mit einer Arbeit über „Die Volkskonservativen 1928–1933“ promoviert, wobei er sich in seiner Arbeit auf den erstmals zugänglichen Nachlass des Grafen Westarp stützen konnte. Nach seiner Promotion war Jonas im Wesentlichen als Schriftsteller und freier Publizist tätig. Er lebte in Schönkirchen bei Kiel.

## Schriften (Auswahl)
Lyrik
- Im Dickicht verborgen. Gedichte, Carl Hanser Verlag, München 1959.
- Junge Lyrik 1957. Gedichte, Carl Hanser Verlag, München 1957.
- Transit – Lyrikbuch der Jahrhundertmitte, herausgegeben von Walter Höllerer, Suhrkamp Verlag, Frankfurt a. M. 1956.

Geschichtswissenschaft
- Der frühe Moltke und Schleswig (= Beiträge zur Schleswiger Stadtgeschichte, Heft 24), Schleswig 1979, S. 108 ff.
- Brüning und die Konservativen. In: Historisch-politische Streiflichter. Geschichtliche Beiträge zur Gegenwart, herausgegeben von Kurt Jürgensen und Reimer Hansen, mit einem Geleitwort von Karl Dietrich Erdmann, Wachholtz Verlag, Neumünster 1971, S. 119 ff.
- Die Volkskonservativen 1928–1933. Entwicklung, Struktur, Standort und staatspolitische Zielsetzung (= Beiträge zur Geschichte des Parlamentarismus und der politischen Parteien. Band 30), Droste Verlag, Düsseldorf 1965.
- Kai-Uwe von Hassel – ein moderner Deutschnationaler. In: werkhefte – zeitschrift für probleme der gesellschaft und des katholizismus, 17. Jahrgang, Heft 6, 1963, S. 206 ff.